# Tourbillon Football Club
Il Tourbillon Football Club è una squadra di calcio africana del Ciad.
Con cinque scudetti, tre coppe nazionali e una supercoppa vinte è il club più titolato del Ciad.

## Stadio
Il club gioca le gare casalinghe allo Stade Omnisports Idriss Mahamat Ouya che ha una capacità di 30000 posti a sedere.

## Palmarès
- Chad Premier League: 5

1991, 1997, 2000, 2001, 2010
- Coupe du Tchad: 3

1987, 1989, 2008
- Chad Super Cup: 1

2008

## Organico

### Rosa 2013-2014
| N. |                    | Ruolo | Calciatore                      |
| -- | ------------------ | ----- | ------------------------------- |
| 1  | Ciad (bandiera)    | P     | Mbairamadji Dillah              |
| 2  | Ciad (bandiera)    | D     | Ahmat Saleh                     |
| 3  | Ciad (bandiera)    | D     | Djimadoum Noumasseri            |
| 4  | Ciad (bandiera)    | C     | Natar Aldongar                  |
| 5  | Ciad (bandiera)    | D     | Armand Djerabe                  |
| 6  | Ciad (bandiera)    | D     | Ali Abakali Djarma              |
| 7  | Nigeria (bandiera) | D     | Samuel Anyatonwu                |
| 8  | Ciad (bandiera)    | C     | Ibrahim Ngaroudal               |
| 9  | Guinea (bandiera)  | A     | Masra Ousmane Oumarou           |
| 11 | Ciad (bandiera)    | A     | Abdoulaye Yacoub                |
| 12 | Nigeria (bandiera) | C     | Abakar Abanga                   |
| 13 | Ciad (bandiera)    | C     | Sitamadji Allarassem (capitano) |

| N. |                  | Ruolo | Calciatore          |
| -- | ---------------- | ----- | ------------------- |
| 14 | Ciad (bandiera)  | A     | Mahamat Saleh Habib |
| 15 | Ciad (bandiera)  | C     | Samuel Totodet      |
| 16 | Ciad (bandiera)  | C     | Honore Ressengar    |
| 17 | Ciad (bandiera)  | A     | Marius Madjita      |
| 18 | Qatar (bandiera) | D     | Amir Khalil Bilal   |
| 20 | Togo (bandiera)  | A     | Frédéric Torou      |
| 21 | Ciad (bandiera)  | A     | Mahamat Abba        |
| 24 | Ciad (bandiera)  | A     | Abakar Wangbeye     |
| 28 | Ciad (bandiera)  | A     | Ibrahim Saleh Habib |
|    | Ciad (bandiera)  | D     | Bendoloum Sylvain   |
|    | Ciad (bandiera)  | P     | Mahamat Tahir       |